# Dorika toralis
Dorika toralis là một loài bướm đêm trong họ Noctuidae.